# 試場規則 (中華民國國家考試)
《試場規則》為中華民國（台灣）諸如公務人員高等考試（高考）、公務人員普通考試（普考）、公務人員特種考試（特考）及其他同性質國家考試的應試規則，由考選部依《典試法》第21條規定訂定並頒佈於1989年。以《典試法》及《典試法施行細則》為法源的該規則，不但適用於台灣許多項國家考試，也多普遍引用於其他考試，如：指考、基測等。
以2007年為例，光適用《試場規則》的高普考應試人員就達8萬人，如加上引用該規則而另行修訂的個別試場規則更可達數十萬人。而以試場規則為規範制定的國中基測考試規則，也因條文不周延而發生「考生究竟能不喝水」的一日數變說法。
再以2007年公務人員普通考試應試情況來看，全台灣31078考生中，違反《試場規則》者117人，其中一人為隨身攜帶作弊用書籍被予以扣考、5人隨身攜帶手機且未予以關機被查獲而被扣分，而其餘違反規則者皆為第一節逾時入場者。

## 制定與沿革
1989年，中華民國公務員薪津大幅提高，加上國家用人漸趨制度化，高普考、特考（等國家考試舉辦次數與報考人數驟增；為了維持應試公平，考試院依照《典試法》統一頒布《試場規則》。而之後，為了符合考試實際需要及時代潮流變化，《試場規則》又於1990年、1996年（2次）、1998年、2000年、2002年及2004年修訂多次。另外，考試院也訂定適用於試場監考人員的《監場規則》。

## 條文內容
台灣各種考試的試場設計普遍以40人－50人為一試場，試場內皆設監場主任及監場員各一，並於數試場至數十試場的同建築考場設巡場主任數名，以上員司各負執行《試場規則》應辦事項。今《試場規則》經制定增修後，共有15條條文。

### 應試入場與驗證

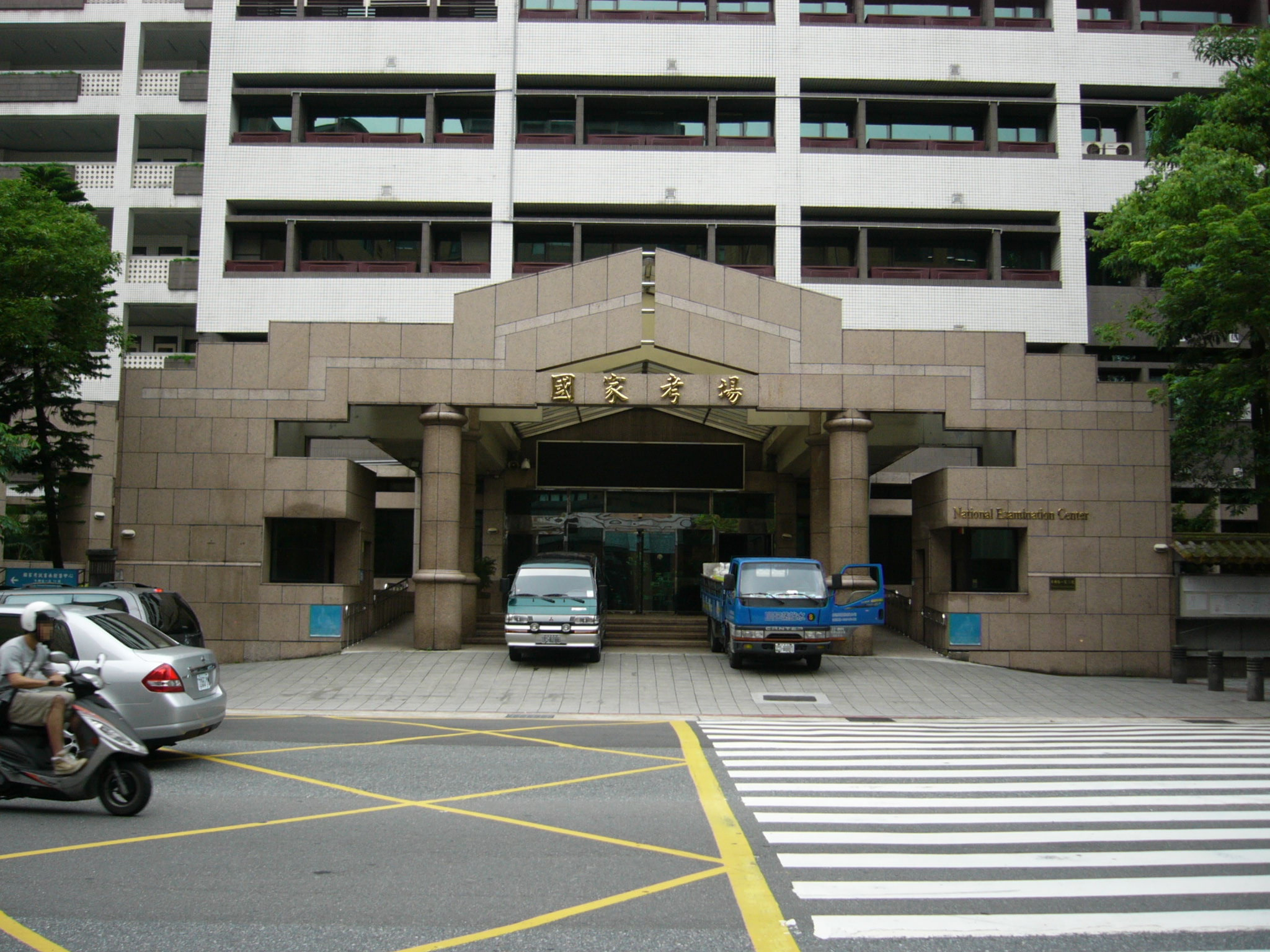
國家考場大門

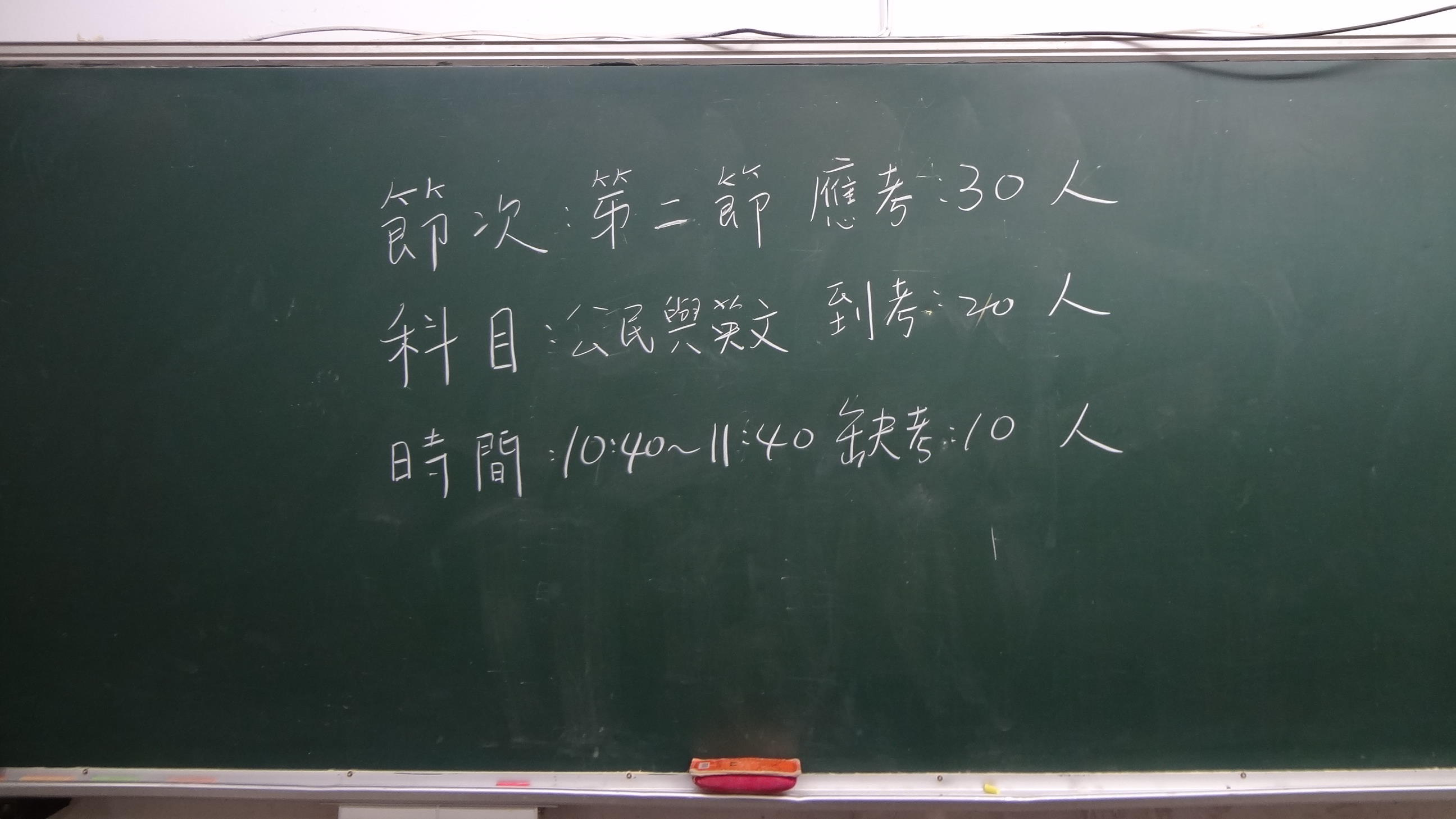
考試節次、科目、時間、應考人數、到考人數、缺考人數標示

包含高普考及各種入學考試的台灣各項國家考試，除特殊情況下，通常均於早上8點左右舉行，並與其他考試節次相同，均會於考試開始前，有其預備時間。依其規定，試場工作人員於考試開始前均會於試場內部明顯處標明「節次」（如：第一節）、「科目」（如：航空工程概論）、「時間」（如：8:00-9:30）、「應考」（如：45人）、「到考」（如：40人）、「缺考」（如：5人）。因為試場通常設置於考選部國家考場或一般學校，因此該提示說明均會以粉筆書寫於黑板上。
於考試的入場與驗證細則上，《試場規則》第2條、第3條均有詳細規定，此規定也大多適用於台灣其他各種考試上。例如：入場證（准考證）放置方式、預備鈴聲規定、每節考試開始後45分鐘內不准離場、考前7分鐘放置書籍於試場前後、「除每天第1節15分鐘內得准應試外，其餘各節均應準時應試，逾時不得應試」等等規定。
《試場規則》有關入場時間與驗證方式之全部內容為：
- 應考人應於每節考試預備鈴聲響時依座號就座。規定考試時間開始後，除每天第1節15分鐘內得准應試外，其餘各節均應準時應試，逾時不得應試。每節考試開始後，45分鐘內不准離場。
- 應考人應憑入場證及國民身分證入場應試，並於就座後將入場證及國民身分證置於桌面左前角或指定位置，以備核對。
- 應考人應依監場人員指示，於每節考試開始前7分鐘，將書籍文件等非考試必需用品放置於試場前方或指定場所。
- 應考人應自行檢查試卷上之座號、等別、類科、科目及試題之等別、類科、科目等有無錯誤。遇有不符，應即告知監場人員處理。

### 扣考
為杜絕作弊，《試場規則》明列多項視為作弊的扣考行為，如：冒名頂替、互換座位、夾帶書籍文件等等。而只要由試務人員發現者，均得由場務人員或司法警察執行扣考。
《試場規則》有關扣考的相關條文為：
- 應考人有下列各款情事之一者，予以扣考，並不得繼續應考，其已考之各科成績無效：

冒名頂替者。
持用偽造或變造之應考證件者。
互換座位或試卷（含電腦閱卷需用的測驗式試卡）者。
傳遞文稿、參考資料、書寫有關文字之物件或有關信號者。
夾帶書籍文件者。
故意不繳交試卷者。
試題未註明得使用電子計算器而使用者或使用禁止使用之計算工具者
在桌椅、文具或肢體上或其他處所，書寫有關文字者。
未遵守本規則，不接受監場人員勸導，或繳交試卷後仍逗留試場門窗口附近，擾亂試場秩序者。因過失未繳交試卷者，就其未繳交之試卷不予計分。

### 扣分

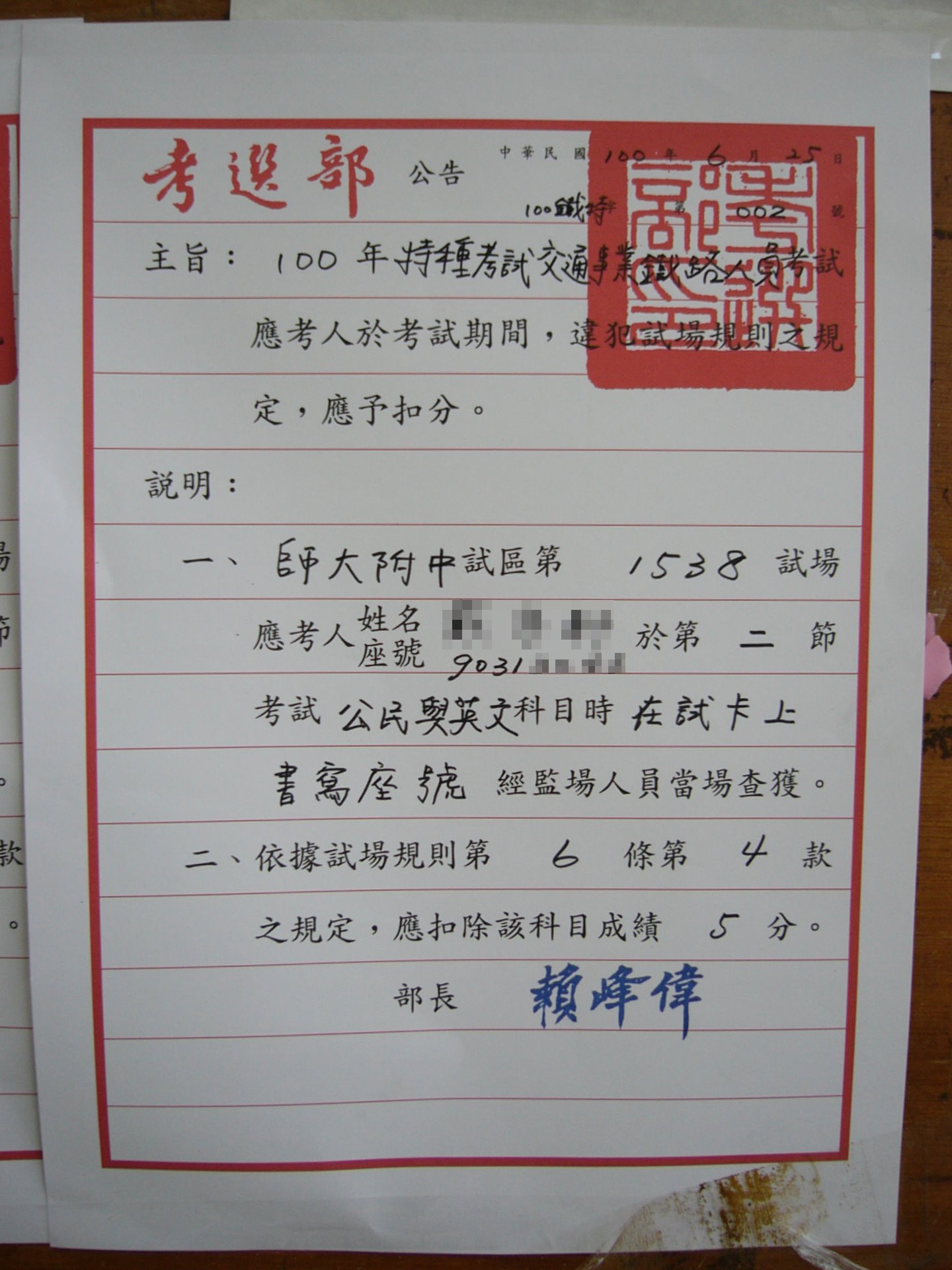
考生違規行為被查獲者，當日即會被公告在其所屬試區

除明顯的作弊扣考外，《試場規則》也列出多項情節較輕微的違規行為。其中，儘管由警察「護送」遲到考生入場情形非常普遍，但是首節未能趕赴試場的「遲誤入場」扣分或扣考（遲到15分鐘以上）規定，為最常見扣分違規行為。另外，隨時代潮流增列的「不可攜帶行動電話、呼叫器或其他通訊器具」扣分行為，也為近年常見違規行為。
2007年7月，「攜帶非透明之鉛筆盒或非必需或規定以外之物品者」條文衍生出的國民中學學生基本學力測驗試場「不得攜入食物（可攜帶白開水，但須放置座位地上）」規則，因試場試務人員執行標準不一，而造成扣分與否的風波。
應考人有下列各款情事之一者，視其情節輕重，扣除該科目成績20分或其全部分數：
未經監場人員同意，擅離試場。
拆開或毀損試卷彌封、座號、條碼。
在試卷上書寫姓名、座號或其他不應有之文字、標記，或自備稿紙書寫。
散發試題後，窺視他人試卷、作答結果，或互相交談。
每節考試開始鈴聲響前即擅自在試卷上書寫，或考試結束鈴聲響畢後仍繼續作答不交卷。
應考人有下列各款情事之一者，視其情節輕重，扣除該科目成績5分至20分：
誤坐他人座位或誤用他人試卷作答。
裁割試卷。
污損試卷。
破壞試務機關提供之作答設備。
不依試題說明或試卷作答注意事項作答。
繳交試卷後，未即離場，或離場後未經監場人員許可再進入試場。
考試中隨身攜帶行動電話、呼叫器或其他通訊器具。
應考人有下列各款情事之一，經監場人員制止而再犯者，視其情節輕重，扣除該科目成績3分至5分：
攜帶非透明之鉛筆盒或非必需或規定以外之物品。
未得監場人員許可，移動座位。
詢問題旨或出聲朗誦。
吸煙或隨地拋棄紙屑。
每節考試完畢前攜帶試題離場。
每節考試開始前7分鐘，未按指示收妥書籍、文件等非考試必需用品，或仍未入場依座號就座。
每天第一節遲誤15分鐘以內入場。

### 其他
- 應考人違反第4條至第7條所列各款情事之一者，由辦理試務機關在試區公告違規者之試場、姓名、座號、違規事實及處分。為政府機關現職人員辦理之考試，應考人違反第四條所列各款情事之一予以扣考者，另由辦理試務機關分別通知其服務機關，依《公務人員考績法施行細則》第4條規定辦理。
- 應考人作答，不得使用外國文字。但外國文科目、專門名詞及有特別規定者，不在此限。
- 應考人應在規定時間內繳卷，屆時未繳者一律收繳。繳卷時，應經監場人員驗收試卷及試題後始得離場。
- 除採電腦線上測驗或其他性質特殊之考試外，每節考試完畢後，應考人得向試區各該試場監場人員索取考畢之試題。
- 各種檢覈筆試及檢定考試，準用本規則之規定。